# فدائیان صدام
فدائیان صدام (عربی: فدائيي صدام) نیروی شبه‌نظامی و چریکی عراقی بود، که در سال ۱۹۹۵ توسط عدی صدام حسین تشکیل شد و در اوج فعالیت خود بیش از ۳۰ هزار نیرو داشت.

## ظاهر
فدائیان برای عملیات‌های نظامی یونیفرمی سرتاپا مشکی و در زمان رژه یونیفرم سفید می‌پوشیدند. آن‌ها در لباس‌های غیرنظامی نیز فعالیت می‌کردند. بعضی از نفرات این نیرو با یونیفرم مشکی، کلاه خودهای شبیه به کلاه خود دارث ویدر می‌پوشیدند.

## تجهیزات
فدائیان به عنوان نیروی پیاده‌نظام سبک با کلاشینکف و آرپی‌جی تجهیز شده بود.